# Nishada impervia
Nishada impervia là một loài bướm đêm thuộc phân họ Arctiinae, họ Erebidae.